# The Fixx
The Fixx — британская рок-группа из Лондона, игравшая в жанре Новой волны. Не являясь звездами первой величины, группа смогла завоевать успех на мировой сцене, включая США благодаря хитам One Thing Leads to Another, Saved by Zero, Red Skies, оказав влияние на этот жанр музыки в 1980-е годы. The Fixx работали в стиле новых романтиков, сочетая клавишные, подобно Tears For Fears и Ultravox, бас-гитару A Flock Of Seagulls c минорным вокалом лидера группы Сая Кернина.

## История
Группа была сформирована в 1979 году вокалистом-клавишником Саем Керниным и его приятелем по колледжу Адамом Вудсом, давшими объявление в музыкальной прессе о наборе дополнительных членов в создающуюся группу. Таким образом были набраны еще три участника: гитарист Джеми Уэст-Орэм (Jamie West-Oram), клавишник Руперт Гринуолл, и басист Чарли Барет. Первоначально именуясь The Portraits, квинтет записал дебютный сингл «Hazards in the Home» для компании Ariola Records, который, однако, не привлек её внимание. В течение года группа сменила название на The Fixx (2 «X» в конце были поставлены, чтобы избежать судебных преследований от австралийской одноименной команды Fix) и записала «Lost Planes», сингл, который привел к контракту с MCA.
The Fixx выпустили свой дебютный альбом Shuttered Room, спродюсированный Рупертом Хайном в 1982 году на волне развития новых романтиков. Запись содержала две песни, «Stand or Fall» и «Red Skies,» ставшие хитами в Англии, сам альбом, однако продержался в чартах лишь короткое время, в то время, как в США пластинка не выдав ни одного хита, около года находилась в чартах. После Shuttered Room Чарли Барет покинул группу и был заменен Деном К. Брауном. Второй (и самый успешный) альбом Reach the Beach, выпущенный в 1983 году вывел группу в одну из сенсаций года в США. Выразительная, пульсирующая композиция «One Thing Leads to Another» достигла четвертого места в чартах, альбом попал в Тор10 Америки, стал платиновым к концу года выдав еще два хита «Saved by Zero» и. «Sign of Fire», попавших в Тор40. Несмотря на оглушительный успех в США, Англия встретила альбом прохладно. Ни одна композиция из него не попала в хит-парады. И вообще после своего дебютного альбома The Fixx больше не попадали в английские чарты.
Следующий, третий альбом Phantoms был выпущен в 1984 году. Хотя он имел хорошие продажи (он занял 19 место и стал золотым) он не смог повторить успех Reach the Beach и после того как сингл «Are We Ourselves?» с него достиг 15 места, вообще пропал из чартов. Несмотря на падающую популярность, The Fixx выпустили свой четвертый альбом 1986 года Walkabout стилистически не отличающимся от предыдущих. Он содержал лишь один хит: «Secret Separation» и пользовался умеренной популярностью.
После Walkabout, The Fixx прекратили работу с продюсером Рупертом Хайном, что выразилось в более жестком, гитарно-ориентированном звучании на пластинке 1988 года Calm Animals. Альбом достиг 72 го места в Тор100 США но не содержал ни одного хита. Ink (1991), следующий альбом группы не смог заставить повернуться к ним лицом Фортуну, несмотря на очевидные
попытки изменить звучание путём придания большей выразительности гитарам и добавлением танцевального ритма. Дэн К. Браун покинул группу в 1994-м годы, после чего был заменен Крисом Тейтом. После этого Тhe Fixx пропали с музыкальной сцены до выпуска диска 1998 года Elemental. Год спустя ими был выпущен 1011 Woodland с перезаписанными хитами начала-середины 1980-х.
Девятый студийный альбом — Want That Life был выпущен группой в 2003-м году при участии Адама Анта. Последний, на данный момент, альбом группы — Beautiful Friction — вышел 17 июля 2012 года, став первым альбомом за 20 лет, записанным с изначальным бас-гитаристом группы Дэном. К. Брауном. В настоящее время, группа активно гастролирует, исполняя как новые песни, так и классические хиты времен расцвета Новой волны.

## Текущий состав группы
- Сай Кёрнин — вокал (1979-…)
- Адам Вудс — ударные (1979-…)
- Руперт Гринуол — клавишные, бэк-вокал (1979-…)
- Джейми Уэст-Орам — гитара, бэк-вокал (1980-…)
- Дэн К. Браун — бас-гитара, бэк-вокал (1983—1994, 2008-…)

## Дискография
Студийные альбомы
- Shuttered Room (1982)
- Reach the Beach (1983)
- Phantoms (1984)
- Walkabout (1986)
- Calm Animals (1988)
- Ink (1991)
- Elemental (1998)
- 1011 Woodland (1999)
- Want That Life (2003)
- Beautiful Friction (2012)
- Every Five Seconds (2022)

## Интересные факты
- Композиция One Thing Leads to Another включена с саундтрек к компьютерной игре Grand Theft Auto: Vice City, где, как ни странно, проигрывается не на «жанровой» радиостанции Wave 103, а на «конкурирующей» Flash-FM.
- Композиция Шестой лесничий с одноименного альбома группы Алиса по своей мелодии сильно напоминает песню Red Skies, выпущенную за 7 лет до этого.
- Гитарный рифф в композиции Driven Out с альбома Calm Animals очень сильно напоминает гитарный рифф в песне Юрия Антонова "Мечта", выпущенной за 7 лет до этого.